# Martindoelloia
Martindoelloia là một chi bướm đêm thuộc họ Geometridae.